# Licey-sur-Vingeanne
Licey-sur-Vingeanne é uma comuna francesa na região administrativa da Borgonha-Franco-Condado, no departamento de Côte-d'Or. Estende-se por uma área de 3,38 km². Em 2010 a comuna tinha 104 habitantes (densidade: 30,8 hab./km²).